# Marga (Caraș-Severin)

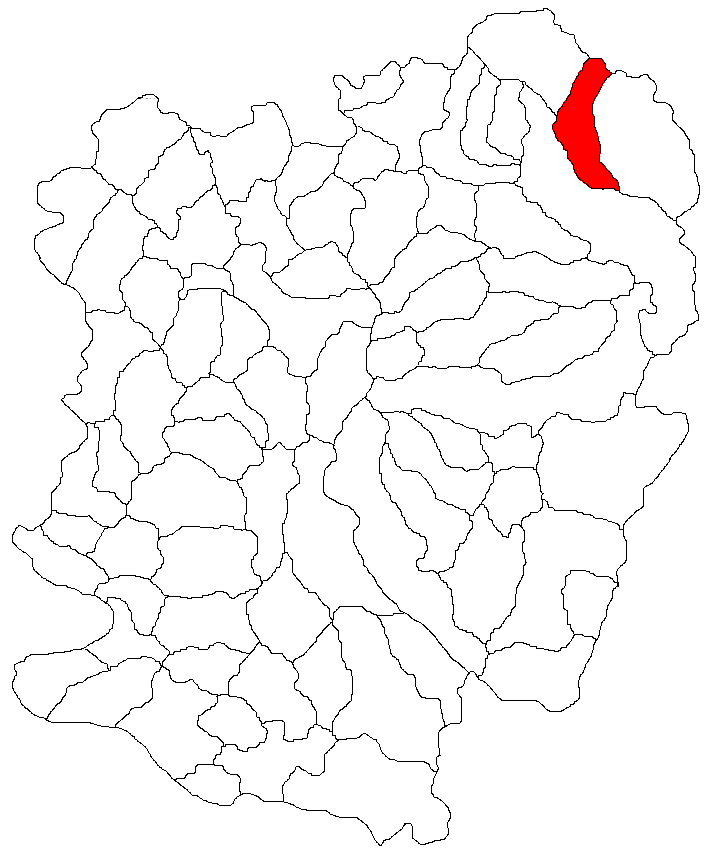
Lage der Gemeinde Marga im Kreis Caraș-Severin

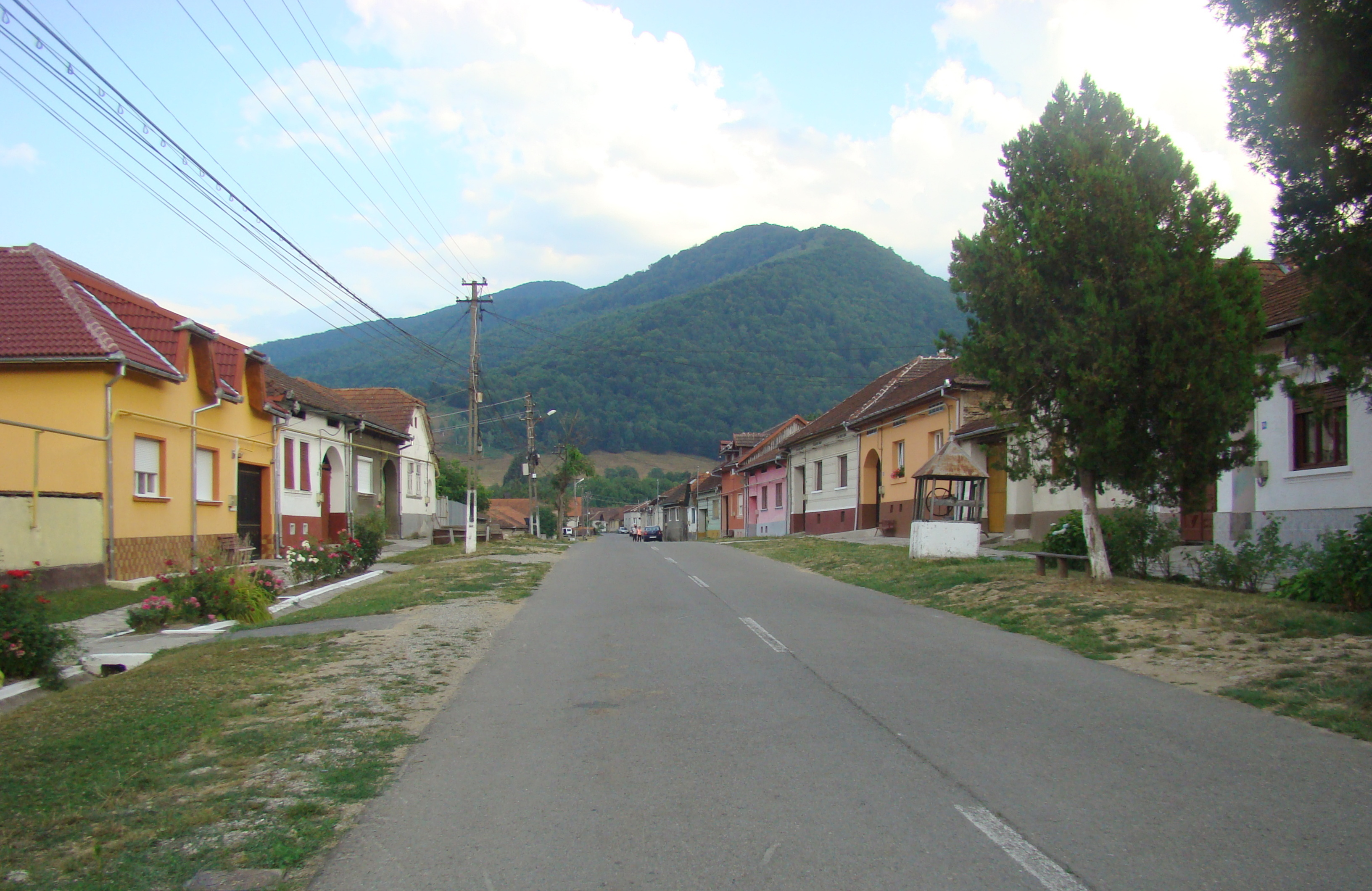
Marga

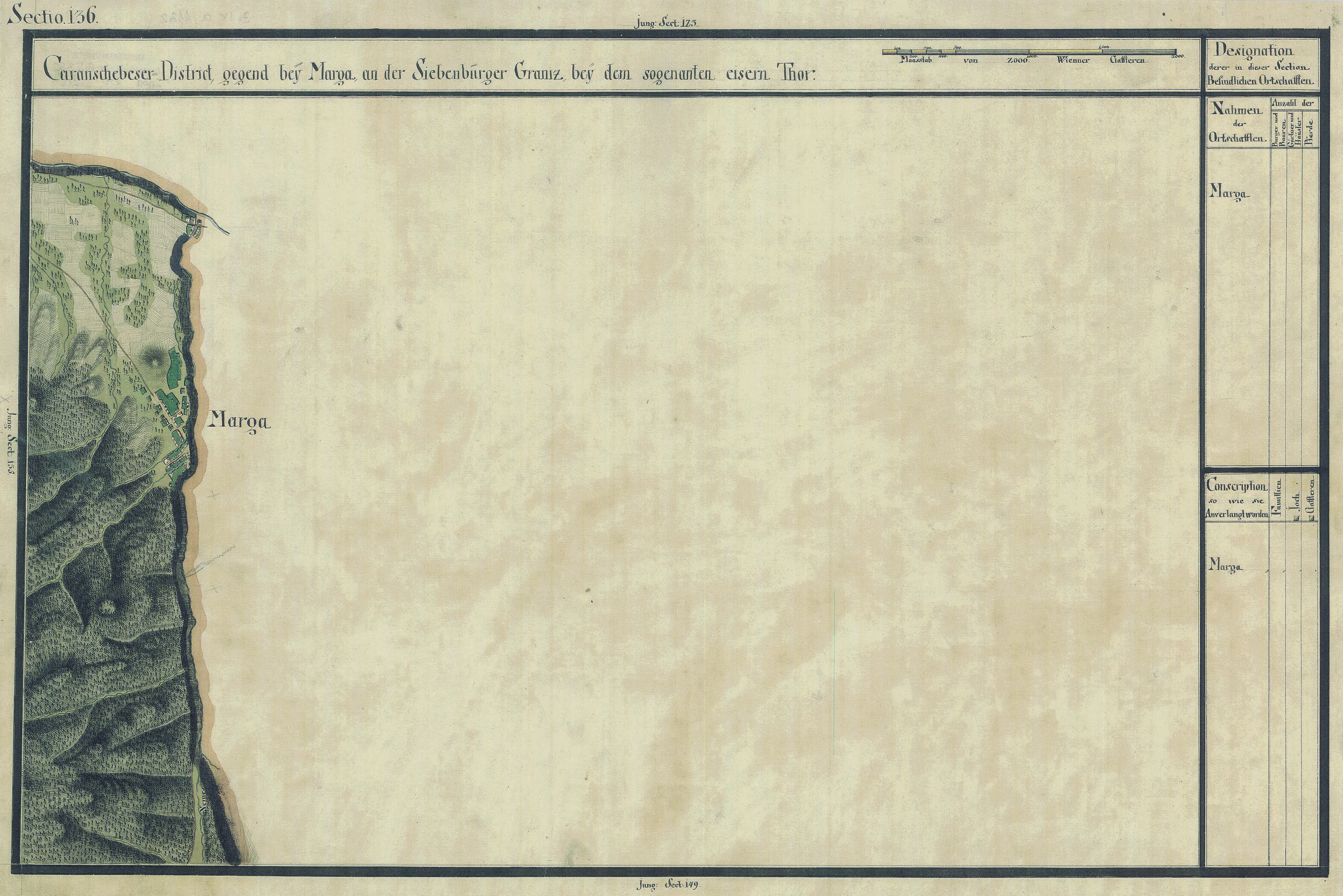
Marga auf der Josephinischen Landaufnahme

Marga (deutsch Marga, ungarisch Márga) ist eine Gemeinde im Kreis Caraș-Severin, in der Region Banat, im Südwesten Rumäniens. Zu der Gemeinde Marga gehört auch das Dorf Vama Marga.

## Geografische Lage
Marga liegt im Nordosten des Kreises Caraș-Severin, auf halber Strecke zwischen Caransebeș und Hațeg, im Bistra-Tal.

## Nachbarorte
| Voislova | Vama Varga                                  | Băuțar |
| Măgura   | Kompassrose, die auf Nachbargemeinden zeigt | Bucova |
| Măru     | Poiana Mărului                              |        |

## Geschichte
Im Laufe der Jahrhunderte traten verschiedene Schreibweisen des Ortsnamens in Erscheinung:
1470 Marga,
1808 Marga,
1888 Márga,
1913 Márga,
19019 Marga.
Bereits um das Jahr 100 bis 120 errichteten die Römer das Fort Margum auf dem Gebiet der heutigen Ortschaft Marga.
Eine erste urkundliche Erwähnung des Dorfes stammt aus dem Jahr 1470, als Jakob de Marga Kommandant der Severiner Festung war.
Auf der Josephinischen Landaufnahme von 1717 ist Marga unbewohnt. Nach dem Frieden von Passarowitz (1718) war die Ortschaft Teil der Habsburger Krondomäne Temescher Banat.
1757 hatte das Dorf 50 Häuser und eine Kirche, 1774 waren es bereits 180 Häuser. Während des Russisch-Österreichischen Türkenkriegs von 1736–1739 wurde Marga von der Armee des Generals Lentulus niedergebrannt.
Der Vertrag von Trianon am 4. Juni 1920 hatte die Dreiteilung des Banats zur Folge, wodurch Marga an das Königreich Rumänien fiel.

## Bevölkerungsentwicklung
| 1880 | 1.705 | 1.668 | 2 | 22 | 13           |
| 1910 | 1.970 | 1.943 | 2 | 12 | 13           |
| 1930 | 1.813 | 1.773 | - | 10 | 30           |
| 1977 | 1.649 | 1.647 | - | -  | 2            |
| 2002 | 1.300 | 1.265 | 7 | -  | 28           |
| 2021 | 900   | 846   | 2 | -  | 52 (11 Roma) |